# Paulo Silas (esperantista)
Paulo Silas   (Ceará, 30 de juliol de 1990 - octubre 2017) va ser un poeta brasiler que va desenvolupar la seva obra en esperanto. Silas és un dels dotze autors recollits a l'antologia literària Verda stelo kaj roza triangulo. Tal com havia anunciat que faria al seu poemari Sinmortigo (Suïcidi), va acabar amb la seva vida l'octubre de 2017. L'associació de joves esperantistes brasilers organitza des de 2018 un concurs literari que porta el seu nom.
Silas va ser un membre molt actiu al moviment esperantista internacional, contribuint a diverses publicacions periòdiques. Entre elles, destaquen la revista literària Beletra Almanako, la publicació històrica fundada per Teo Jung Heroldo de Esperanto i el blog sobre interseccionalitat Egalecen. També va contribuir a la traducció a l'esperanto del sistema operatiu Ubuntu. Silas va ser molt actiu al seu canal de Youtube, on va publicar diversos vídeos en i sobre l'esperanto.
A més de l'esperanto, Silas va ser un defensor i promotor de les llengües indígenes d'Amèrica, com ara el papiament.
Professionalment va treballar com a assistent administratiu a la Universidade da Integração Internacional da Lusofonia Afro-Brasileira (UNILAB) a Fortaleza, a l'estat brasiler de Ceará. A la mateixa universitat va ensenyar la llengua auxiliar internacional esperanto, que havia aprés el 2008.

## Obres
- Indiferento. De la universo ĝis la homo (2014)
- Sinmortigo (2014).
- Brazilano laŭleĝe. Esperantisto laŭkonvinke (2015)
- Transgeneraciaj Kulpoj (2016).[2]